# Ciutadella de Menorca

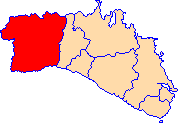
Ciudadella, Minorca

Ciutadella de Menorca este un municipiu în insula Minorca, Insulele Baleare, Spania.